# Aristofont (pintor)
Aristofont (en grec antic: Ἀριστοφῶν) fou un pintor de l'antiga Grècia, fill i deixeble d'Aglaofont i germà de Polignot. Va viure al segle v aC, i segurament era natural de Tasos.
Hi ha una certa confusió entre les notícies referides a Aristofont i les referides al seu pare Aglaofont. Així, mentre que Plutarc diu que Aristofont era l'autor d'una pintura que representava Alcibíades en braços de Nemea, la personificació dels Jocs Nemeus, Ateneu de Nàucratis diu que aquesta i una altra amb Alcibíades i Olímpia i Pítia, dels Jocs Olímpics i els Jocs Pítics, eren obra d'Aglaofont. Així, n'hi ha que conclouen que l'autor és un fill d'Aristofont i net d'Aglaofont, de nom també Aglaofont (dit «el Jove»), mentre que d'altres consideren que totes dues obres s'han d'atribuir a Aristofont.
Hom també li coneix tres obres més: Anceu ferit per un senglar i Astipalea lamentant-se, Odisseu entrant a Troia com un captaire i un Filoctetes.